# Орлов, Леонид Александрович
Леонид Александрович Орлов (25 августа 1911, Мологский уезд, Ярославская губерния — 15 марта 1943, Харьковская область) — помощник командира эскадрильи 70-го истребительного авиационного полка 1-й армейской группы. Майор. Герой Советского Союза.

## Биография
Родился 25 августа 1911 года в деревне Волок в крестьянской семье. Русский. Член ВКП(б) с 1942 года. Окончил 8 классов и школу ФЗУ в городе Рыбинске Ярославской области. Работал слесарем на заводе.
В Красной Армии с 1932 года. В 1936 году окончил Ворошиловградскую военную авиационную школу пилотов. В 1938 году участвовал добровольцем в национально-освободительной войне китайского народа 1937—1945 годов.
Участник боёв с японскими милитаристами на реке Халхин-Гол с 11 мая по 16 сентября 1939 года.
Помощник командира эскадрильи 70-го истребительного авиационного полка старший лейтенант Леонид Орлов в воздушных боях сбил три самолёта противника.
Указом Президиума Верховного Совета СССР от 29 августа 1939 года за мужество и героизм, проявленные при выполнении воинского и интернационального долга, старшему лейтенанту Орлову Леониду Александровичу присвоено звание Героя Советского Союза, с вручением ордена Ленина. Грамота о присвоении звания Героя Советского Союза и орден Ленина ему были вручены 17 октября, а медаль «Золотая Звезда» (№ 150) — 4 ноября уже после Указа Верховного Совета СССР от 16 октября об учреждении знака особого отличия.
Участвовал в советско-финской войне 1939—1940 годов. Затем служил в Управлении Военно-воздушных сил Красной Армии старшим инспектором Главной летной инспекции ВВС, командовал эскадрильей. С 14 сентября 1941 года командовал 116-м истребительным авиационным полком Среднеазиатского военного округа.
11 ноября 1942 года был назначен командиром 19-го Краснознаменного истребительного авиационного полка 269-й истребительной авиационной дивизии 2-й воздушной армии Воронежского фронта, который принимал участие в Острогожско-Россошанской, Воронежско-Касторненской, Харьковской наступательной и Харьковской оборонительной операциях. Погиб 15 марта 1943 года при аварии самолёта Ла-5 на фронтовом аэродроме в районе города Волчанск. Похоронен в Волчанске Харьковской области Украины.
Награждён также двумя орденами Красного Знамени и монгольским орденом «За воинскую доблесть».
Два его младших брата — Анатолий и Николай — также работали на заводе и связали свою жизнь с авиацией. Анатолий Орлов погиб в 1939 году в воздушном бою на Халхин-Голе, где принимал участие вместе с братом, посмертно удостоился ордена Красного Знамени. Николай служил в десантных войсках и пропал без вести в декабре 1941 года. Именем Леонида и Анатолия Орловых названа улица в городе Рыбинске.

## Память
Именем Героя названы улицы в городах Волчанске, Рыбинске (улица Братьев Орловых — также в честь его брата Анатолия Орлова, погибшего в 1939 году на Халхин-Голе) и профессионально-техническое училище № 1 в городе Рыбинске (ныне не существует, объединено с Рыбинским педагогическим колледжем). Его имя высечено на памятнике в Рыбинске на Аллее Славы, а также ему посвящена памятная скрижаль в парке Победы в Брейтово.

## Комментарии
1. ↑  Деревня Волок[1] входила в состав Леонтьевской волости Мологского уезда[2]; утрачена при создании Рыбинского водохранилища, ныне — территория Брейтовского района Ярославской области.